# 布莱蒙
布莱蒙（法語：Blaymont，法語發音：[blɛmɔ̃]）是法国洛特-加龙省的一个市镇，属于阿让区。

## 地理
布莱蒙（44°18'14"N, 0°51'47"E）面积13.56 平方千米，位于法国新阿基坦大区洛特-加龍省，该省份为法国西南部内陆省份，北起多爾多涅省，西接吉倫特省和朗德省，南至热尔省，东临塔恩-加龙省和洛特省。
与布莱蒙接壤的市镇（或旧市镇、城区）包括：马塞尔、圣阿芒迪佩克、博维尔、科扎克、弗雷斯佩克。

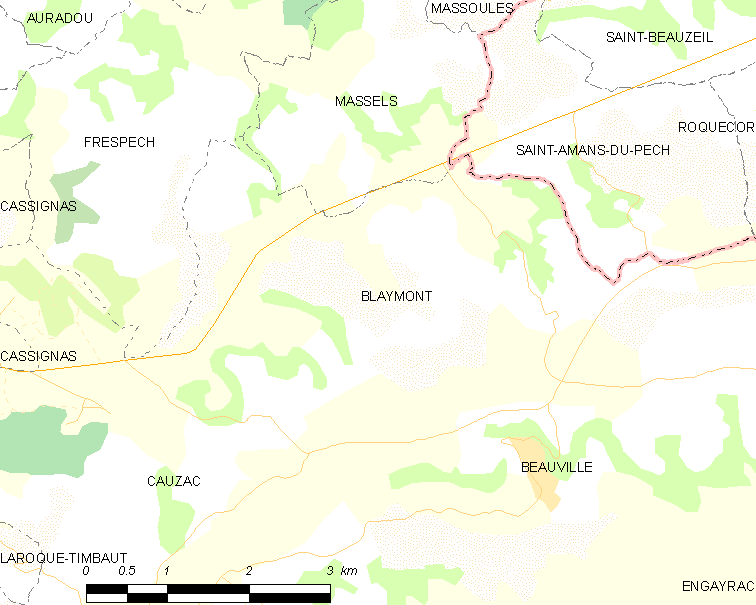
布莱蒙的OSM定位图

布莱蒙的时区为UTC+01:00、UTC+02:00（夏令时）。

## 行政
布莱蒙的邮政编码为47470，INSEE市镇编码为47030。

## 政治
布莱蒙所属的省级选区为塞尔地区县。

## 人口

1962-2008年间布莱蒙人口变化图示

布莱蒙于2022年1月1日时的人口数量为215人。